# Trigonidium waipuna
Trigonidium waipuna är en insektsart som beskrevs av Otte, D. 1994. Trigonidium waipuna ingår i släktet Trigonidium och familjen syrsor. Inga underarter finns listade i Catalogue of Life.